# Josef Ferdinand Kleindinst

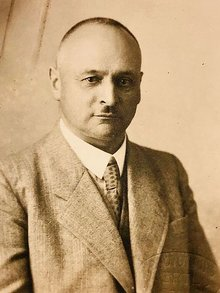
Josef Ferdinand Kleindinst um 1930 (Foto im Stadtarchiv Augsburg)

Josef Ferdinand Kleindinst (* 20. Oktober 1881 in Mering; † 8. September 1962 in Augsburg) war ein deutscher Politiker der CSU und Mitglied des Parlamentarischen Rates.

## Leben und Beruf
Kleindinst studierte Rechtswissenschaften und trat 1919 als Rechtsrat in den Dienst der Stadt Augsburg. Seit 1913 war Kleindinst im Stadtrat von Augsburg, ab 1921 hauptamtlich. Da er sich 1933 weigerte, der NSDAP beizutreten, wurde er aus dem Rechtsamt in das Referat für Kultur und Wohlfahrt versetzt, das er bis 1945 leitete. Kleindinst war im Wesentlichen auch dafür verantwortlich, dass 1945 die Auslagerung städtischer Kunstgegenstände vorgenommen wurde. Ein kleiner Teil der ausgelagerten Kunstschätze aus Augsburg blieb allerdings für immer verschwunden, da das Schloss Weihern bei Fürstenfeldbruck bei Kriegsende geplündert wurde.
Im Juli 1945 wurde Kleindinst von der amerikanischen Militärregierung vom Dienst suspendiert.  1946 bis 1948 war er Fürsorgereferent bei der Regierung von Schwaben. Im Spruchkammerverfahren wurde Kleindinst 1948 als „Mitläufer“ eingestuft und zu einer Sühnezahlung von 500 Mark verurteilt.  Auf seinen Einspruch hin wurde die Einstufung zu „Entlastet“ revidiert.  Nach weiterem Einspruch stufte die Spruchkammer Kleindinst als „überhaupt nicht belastet“ ein.  Aus der Spruchkammerakte sind Teile offensichtlich entfernt worden; auch in der Personalakte des städtischen Beamten Kleindinst im Stadtarchiv gibt es die Seiten nicht.

## Akteur des Kunstraubs
Kleindinsts Wirken als Leiter des Referats für Kultur und Wohlfahrt wird von der Zeitgeschichte zunehmend kritisch gesehen.  Seine Verantwortlichkeit für die Überführung von Kunstobjekten aus jüdischem Besitz in den Bestand der Städtischen Kunstsammlungen ist durch viele Dokumente belegt.  Katrin Holly stellt Kleindinst in eine Reihe mit jenen Kunsthistorikern, Museumsleitern und Verwaltungsbeamten, „die durch ihre Erwerbungspolitik und Mitarbeit am Kunstraub im In- und Ausland die Ausplünderung der jüdischen Bevölkerung als integrativen Bestandteil der Judenverfolgung und -vernichtung stützten.“

## Partei
Josef Ferdinand Kleindinst war 1945 Mitbegründer der „Augsburger Aufbaugemeinschaft“ und der CSU in Augsburg.

## Abgeordneter
Kleindinst war 1948/49, auf Vorschlag des Bayerischen Landtags, Mitglied des Parlamentarischen Rates.  Er verfocht dort eine rigoros föderalistische Auffassung. Da diese nicht mehrheitsfähig war, stimmte er mit fünf weiteren CSU-, zwei KPD-, zwei DP- und zwei Zentrumsabgeordneten gegen das Grundgesetz.
1949 wurde Kleindinst in den Deutschen Bundestag gewählt, diesem gehörte er bis 1957 an und wurde im Wahlkreis Augsburg-Stadt jeweils direkt gewählt. Er war vom 20. November 1950 bis 1957 Vorsitzender des Beamtenrechtsausschusses des Bundestages und 1953 des Bundestagsausschusses zur Beratung des Personalvertretungsgesetzes. 1953 bis 1957 war er Vorsitzender des Wahlmännerausschusses gemäß § 6 Absatz 2 des Gesetzes über das Bundesverfassungsgericht.

## Ehrungen
- 1955: Großes Verdienstkreuz mit Stern der Bundesrepublik Deutschland